# Inhibition (film)
Inhibition è un film erotico del 1976, diretto da Paolo Poeti (accreditato come Paul Price).

## Trama
La ricca vedova Carol, proprietaria di una scuderia di cavalli, arrivata in Tunisia con la sua segretaria e amante Anna per assistere a un Gran Premio di ippica, fa amicizia con l’avventuriero Peter, assiduo giocatore d’azzardo, già incontrato in occasione dell’iniziale viaggio in aereo. Carol, che si trova in Africa anche per prendere possesso della villa ereditata dopo la morte del marito, cerca di gettarsi alle spalle un umiliante passato in cui veniva sottoposta dal marito, un marchese vizioso, a subire giochini sadomasochistici durante alcuni festini con apposite comparse. La stessa Carol, delusa da quella triste esperienza al punto tale da nutrire una totale sfiducia verso gli uomini, intende persuadere Anna ad assumere il suo stesso atteggiamento. Anna, però, si mostra meglio disposta nei confronti del genere maschile tanto da avere un’avventura con un giovane archeologo di nome Robert, causa di litigio tra le due donne.
Carol e Peter si incontrano di nuovo al Gran Premio d’apertura durante il quale il cavallo di Carol batte Charlie, il cavallo che Peter ha vinto giocando a carte con un arabo. Carol intende acquistare il cavallo di Peter e per definire l’acquisto invita questi nella sua villa.
La sera che Carol, dopo aver litigato con Anna, torna a casa sola, incontra Robert, entrato nella villa in cerca di Anna. Carol non perde occasione per sedurre il ragazzo non curandosi del prevedibile rientro di Anna. Scoperto il tradimento, Anna abbandona Carol che sembra non dare peso al fatto.
Finalmente Peter, ospite della villa, propone a Carol di vendere il suo cavallo; la riluttanza della vedova spinge i due a giocarsi i cavalli a carte, ma la partita viene interrotta dall’arrivo di tre giovani suonatori ambulanti (due ragazzi e una ragazza) con i quali Carol si intrattiene provando giochi erotici. Peter torna a casa di Carol ma questa volta intende regalarle il proprio cavallo Charlie; quest’atto di generosità attenua il cinismo di Carol che con Peter riscopre l’amore, ma all’indomani Peter riparte in sella al suo destriero.

## Edizioni DVD
L’edizione DVD del film, distribuita in Italia da No Shame Films, presenta due versioni, una cut e un’altra uncut. 
La versione cut, denominata Soft Version, ha una durata di 1 h 26 min 39 s, il divieto ai minori di 14 anni ed è caratterizzata da 6 tagli in modo da marcare una differenza di 17 minuti rispetto alla versione non censurata.
La versione uncut ha una durata di 1 h 43 min 42 s, il divieto ai minori di 18 anni ed è contenuta nel box Sexybition (cofanetto che comprende anche i dvd di Exhibition ed Exhibition 80).